# Przykry początek
Przykry początek (ang. The Bad Beginning) – powieść dla dzieci i młodzieży oraz pierwsza z książek z Serii niefortunnych zdarzeń napisanych przez Daniela Handlera pod pseudonimem Lemony Snicket. Opowiada ona historię o niedawno osieroconych dzieciach państwa Baudelaire: 14-letniej Wioletce, 12-letnim Klausie oraz niemowlęciu imieniem Słoneczko. Zostają one powierzone w opiekę swojemu dalekiemu krewnemu Hrabiemu Olafowi, który chce zagarnąć ogromny majątek pozostawiony im przez rodziców.